# Hans Baldung
Hans Baldung, dit Grien (en raison de sa prédilection pour la couleur verte, grün en allemand), est un graveur, dessinateur, peintre et vitrailliste de la Renaissance allemande. Il est né en 1484 ou 1485 à Schwäbisch Gmünd (anciennement Gmünd en Allemagne) en Souabe d'où son père était originaire, et est mort à Strasbourg en septembre 1545.
Il est considéré comme l'élève le plus doué d'Albrecht Dürer et dont l'art appartient à la fois à la Renaissance allemande et au maniérisme. Tout au long de sa vie, il développe un style distinctif, plein de couleurs, d'expression et d'imagination. Ses talents sont variés et il produit une grande variété d'œuvres, notamment des portraits, des gravures sur bois, des dessins, des tapisseries, des retables et des vitraux, s'appuyant souvent sur des allégories et des motifs mythologiques.
Hans Baldung est l'un des artistes les plus marquants de la Renaissance allemande.

## Biographie

### Jeunesse (1484-1500)
Hans nait à Schwäbisch Gmünd, ville libre d'Empire, faisant partie de la région du Wurtemberg oriental dans l'ancienne Souabe, en Allemagne, en 1484 ou 1485. Baldung est le fils de Johann Baldung, juriste de formation universitaire, qui a la charge à partir de 1492, de conseiller juridique de l'évêque de Strasbourg, Albert de Bavière, et de Margarethe Herlin, fille d'Arbogast Herlin. Son oncle, Hieronymus Baldung, est docteur en médecine, qui un fils, Pius Hieronymus, cousin de Hans, qui enseigne le droit à Fribourg et devient chancelier du Tyrol en 1527. La famille réside à Strasbourg.
Il est le premier homme de sa famille à ne pas fréquenter l'université, mais est l'un des premiers artistes allemands à venir d'une famille d'universitaires.

### Formation auprès de Dürer (1503-1507)

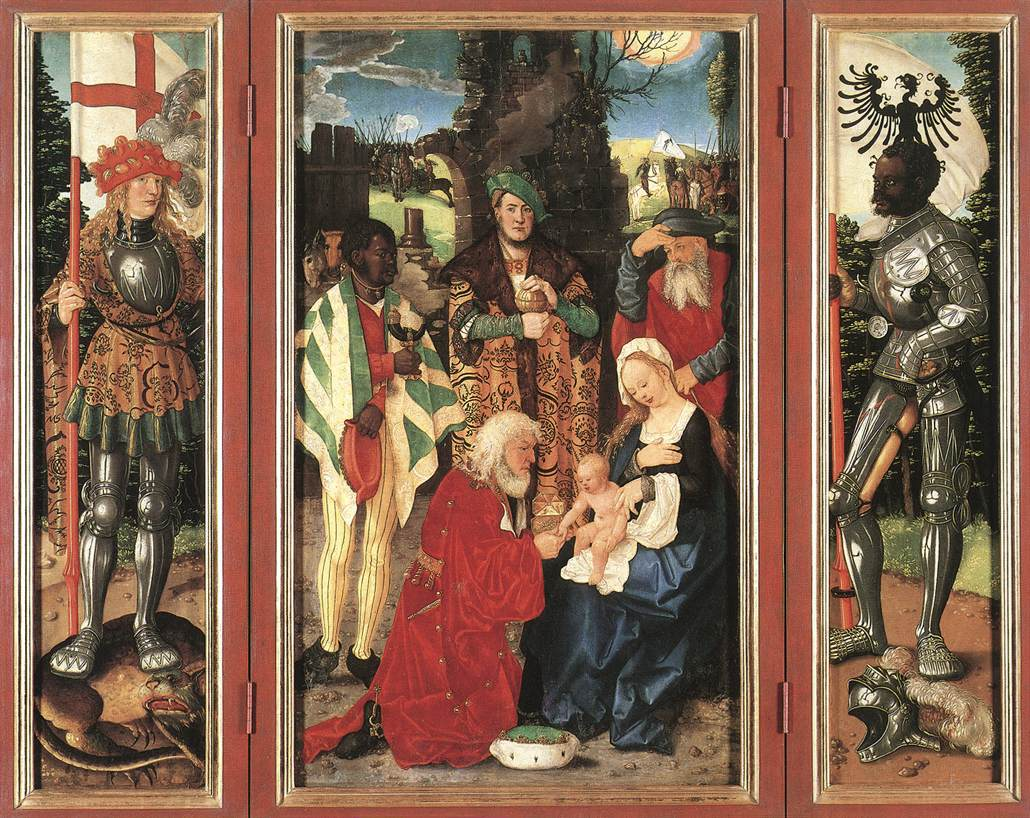
Retable des Trois Rois (ouvert), 1507.

La formation initiale de Baldung en tant qu'artiste débute vers 1500 en Haute-Rhénanie auprès d'un artiste strasbourgeois. À partir de 1503, pendant les « Wanderjahre » (« années d'errance ») imposées aux artistes de l'époque, il devient assistant dans l'atelier d'Albrecht Dürer à Nuremberg, où il perfectionne son art entre 1503 et 1507 ,. Il semble que Dürer l'ai employé surtout comme dessinateur de vitraux.
On lui attribue peut-être alors son surnom « Grien ». On pense que ce nom provient avant tout d'une préférence pour la couleur verte : il semble avoir porté des vêtements verts. Il a peut-être également reçu ce surnom pour le distinguer d'au moins deux autres « Hans » de l'atelier de Dürer, Hans Leonhard Schäuffelin et Hans von Kulmbach. Plus tard, il inclut le nom « Grien » dans son monogramme. Il a également été suggéré que le nom provenait de, ou faisait consciemment écho à « grienhals », un mot allemand pour « sorcière », l'un de ses thèmes caractéristiques.
Hans capte rapidement l'influence et le style de Dürer. Ils deviennent amis. Baldung semble avoir dirigé l'atelier de Dürer lors du second séjour de ce dernier à Venise. Lors d'un voyage ultérieur aux Pays-Bas en 1521, les registres du livre de comptes de Dürer rapportent qu'il part avec lui et que Dürer vend des tirages de Baldung. Dürer, qui le tient en haute estime, lors de ce voyage, donne au peintre Joachim Patinir les Grünhansens Ding, qui sont des gravures sur bois que Baldung a faites dans son atelier.
Hans Baldung est alors l'une des principales figures de l'atelier de Dürer. Il y crée notamment une série de douze images pieuses consacrées à la Passion, au Jugement dernier et à plusieurs saints, au sujet simple et populaire, néanmoins exécutées dans la veine inaugurée par son maître et placées sous son monogramme, dont Vierge sur un banc de gazon et Sainte Barbe assise (vers 1505-1507).
Vers la fin de ses années à Nuremberg, Grien supervise la production par Dürer de vitraux, de gravures sur bois et de chalcographies, développant une affinité pour ces médias. Il est aussi autorisé à exécuter sa première commande en son nom propre, la fabrication de deux retables à volets comme mobilier initial pour la chapelle Marie Madeleine de la résidence épiscopale de Moritzburg à Halle-sur-Saale, qui a ensuite été installé de 1608 à 1838 dans la cathédrale de Halle-sur-Saale : l'Autel des Trois Rois de 1506 et l'Autel de Sébastien de 1507
À la mort de Dürer, Baldung reçoit une mèche de ses cheveux, ce qui suggère une amitié étroite.

### Strasbourg (1509-1512)
En 1509, il retourne à Strasbourg et en devient citoyen. Il devient une célébrité de la ville et reçoit de nombreuses commandes importantes. L'année suivante, à 26 ans, il épouse Margarethe Herlin, la fille d'un marchand local, avec qui il a un enfant, Margarethe Baldungin. Il rejoint en 1510 la corporation de l'Échasse de Strasbourg en qualité de peintre et fonde son propre atelier. Il commence à signer ses travaux avec le monogramme HBG en ligature, qu'il utilise jusqu'à la fin de sa carrière.
Son style est devenu beaucoup plus délibérément individuel, une tendance que les historiens de l'art qualifient de « maniériste ».

### Fribourg (1512-1518)

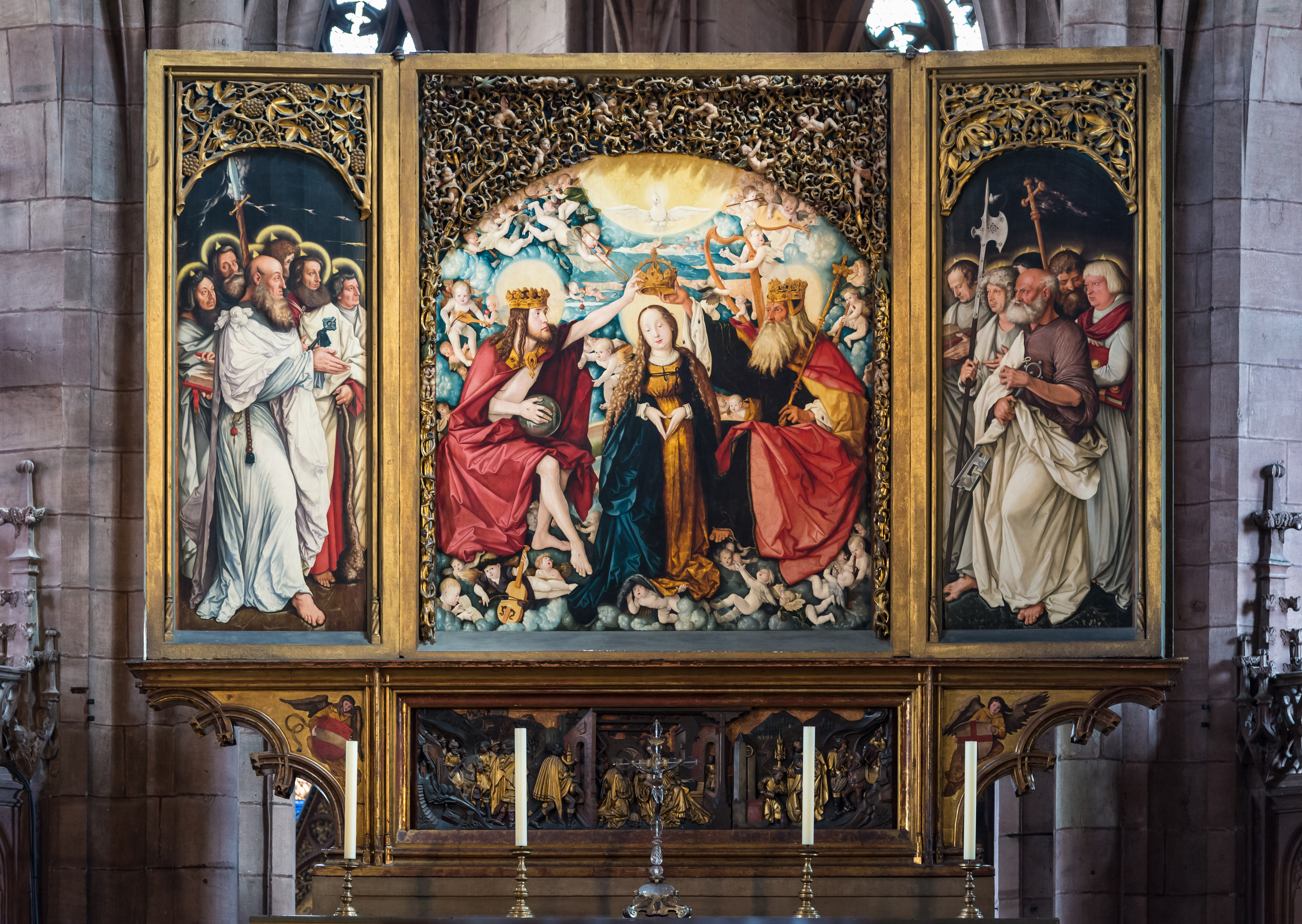
Maître autel de la cathédrale de Fribourg.

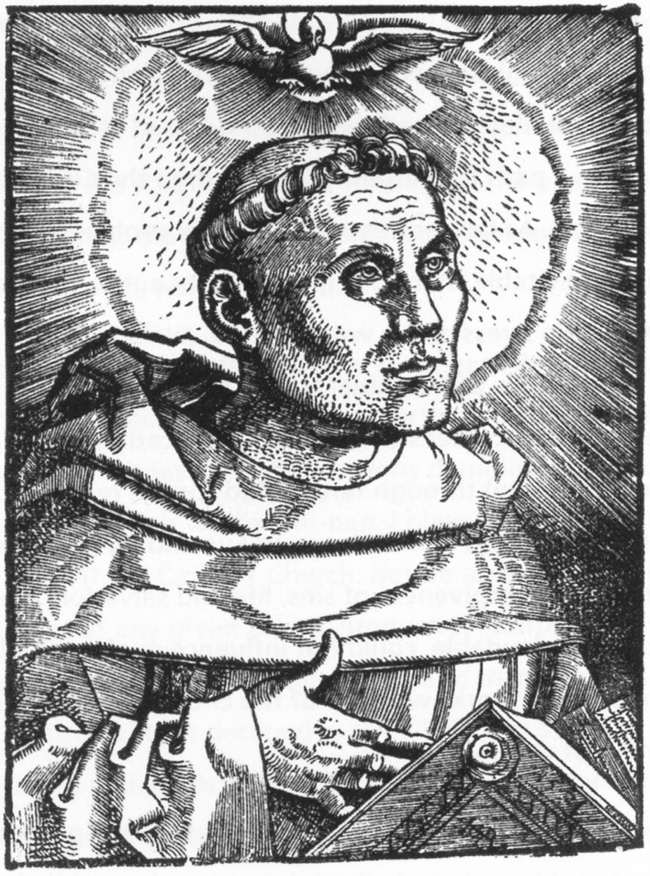
Portrait de Martin Luther, gravure sur bois, 1521.

En 1512, Hans Baldung est chargé par les Münsterpfleger (préposés) de la cathédrale de Fribourg-en-Brisgau de concevoir un retable à volets pour le chœur gothique international  récemment achevé de la cathédrale Notre-Dame de Fribourg, composé de quatre panneaux avec une scène de la vie de la Vierge Marie (volets fermés), un panneau central avec le Couronnement de la Vierge et deux volets avec les douze apôtres (volets ouverts), un verso également peint avec la crucifixion de Jésus sur le panneau central et deux saints sur chacun des deux volets, plus une prédelle peinte avec les bustes en forme de portrait des Münsterpfleger de la cathédrale priant devant Marie en tant que patronne des Münsterpfleger. Ce retable devait être le point culminant de ses premiers travaux et est considéré comme son chef-d'œuvre. Ces représentations constituent une grande partie du plus grand corpus d'œuvres de l'artiste contenant plusieurs représentations célèbres de la Vierge.
Pour cette raison, il s'établit à Fribourg avec sa femme et y installe son atelier dans le monastère Saint-Martin. Pendant son séjour à Fribourg jusqu'en 1518, il crée plusieurs autels et images de dévotion, des gravures sur bois et des dessins pour les vitraux d'église, dont un pour les chapelles des familles nobles dans le déambulatoire de la cathédrale et la série de vitraux de la chartreuse de Fribourg-en-Brisgau,
Comme Dürer et Lucas Cranach l'Ancien, Baldung soutient la Réforme protestante. Il assiste à la diète d'Empire à Augsbourg en 1518, et l'une de ses gravures sur bois représente Martin Luther sous des traits quasi saints, sous la protection (ou inspiré par) l'Esprit Saint qui plane sur lui sous la forme d'une colombe.
Son buste du margrave Philippe de l'Alte Pinakothek de Munich permet de savoir qu'il est lié à la famille régnante de Bade dès 1514.

### Strasbourg (1518-1545)
En raison de la peste qui sévit à Strasbourg, Hans Baldung n'y revint  qu'en 1518. Il passe l'essentiel de sa vie à Strasbourg où il obtient les droits de bourgeois de la cité, atteint un statut social élevé et la prospérité. Il y possède une maison ainsi qu'à Illkirch.De 1533 à 1534, il occupe la fonction d'échevin de sa guilde et en 1545, l'année de sa mort, devient même conseiller.

## Thèmes

### Sorcellerie

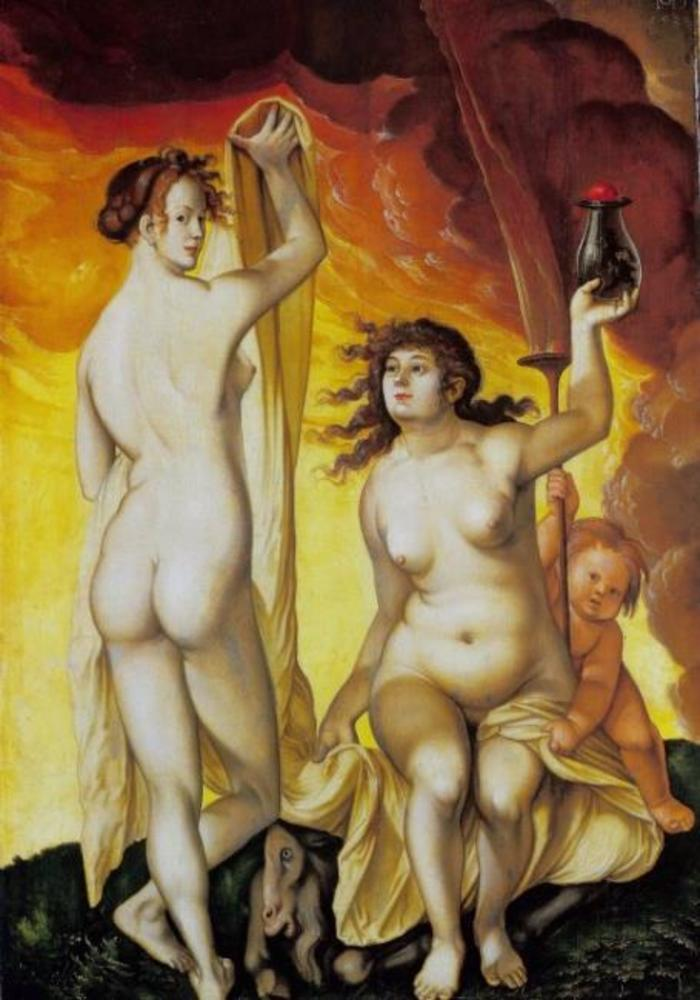
Deux Sorcières, Musée Städel, 1523.

Outre les sujets religieux traditionnels, Baldung s'intéresse durant ces années aux thèmes profanes de l'imminence de la mort et de la relation entre les sexes, ainsi qu'aux scènes de sorcellerie. Le nombre d'œuvres religieuses de Baldung diminue avec la Réforme protestante, qui a répudié l'art religieux comme étant soit un gaspillage, soit une idolâtre.
Alors que Dürer a parfois inclus des images de sorcières dans son travail, Baldung est le premier artiste allemand à incorporer considérablement les sorcières, la sorcellerie et des thèmes érotiques dans ses œuvres. Ses œuvres les plus caractéristiques dans ce domaine sont à petite échelle une série d'œuvres énigmatiques, souvent érotiques, allégoriques et mythologiques.et principalement dans le domaine du dessin ; il s'agit notamment d'une série d'allégories et d'œuvres mythologiques déroutantes, souvent érotiques, exécutées à la plume d'oie et à l'encre de couleur blanche sur du papier apprêté.
Sa fascination pour la sorcellerie commence tôt, en 1510, lorsqu'il produit une importante gravure sur bois en clair-obscur connue sous le nom de Sabbat des sorcières, et dure jusqu'à la fin de sa carrière. Les sorcières suscitent également un intérêt local : les humanistes de Strasbourg étudient la sorcellerie et son évêque est chargé de trouver et de poursuivre les sorcières.

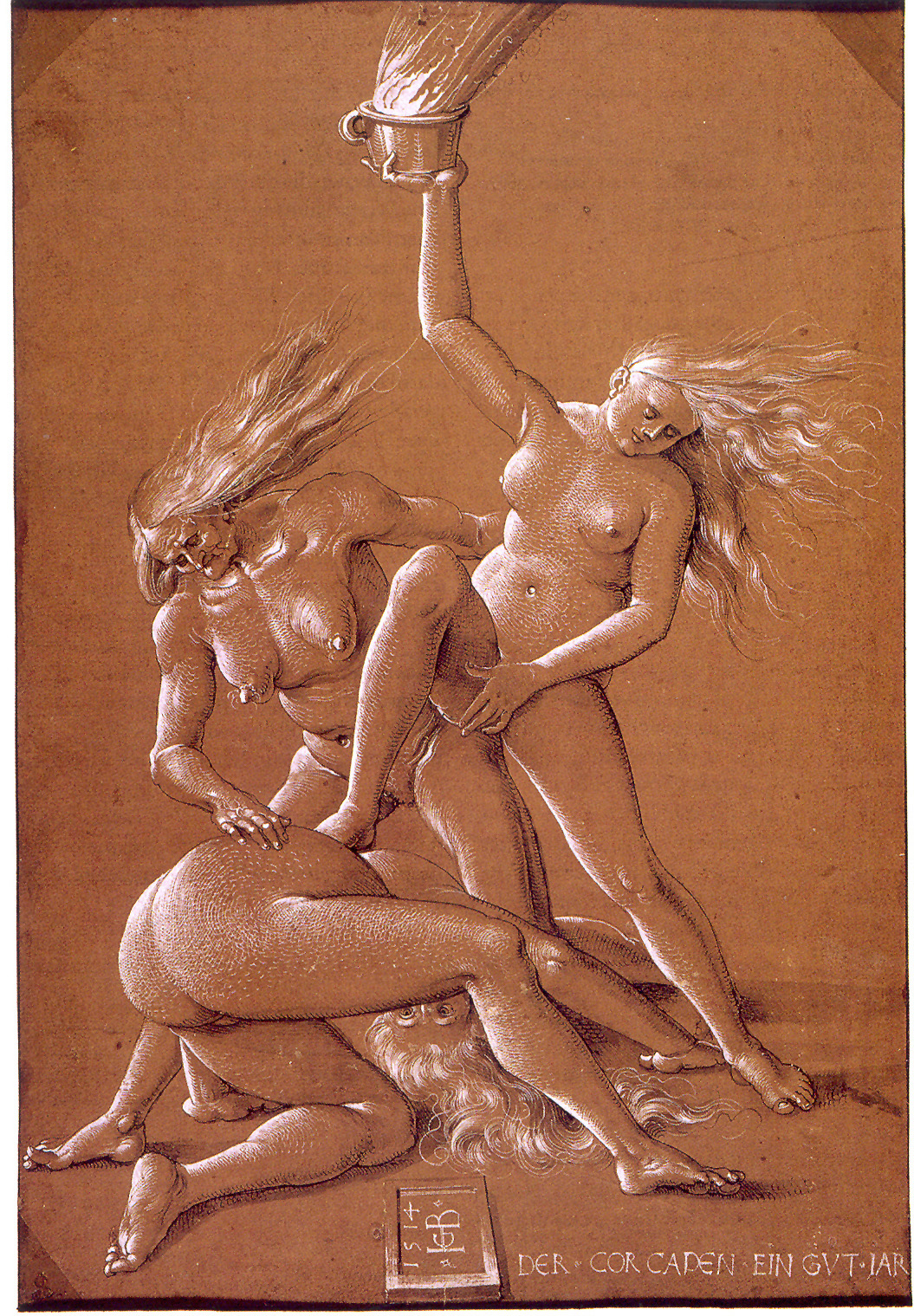
Vœux du Nouvel An avec trois sorcières : DER COR CAPEN EIN GVT JAR.

À partir de 1510, il crée de nombreuses œuvres dans lesquelles les sorcières sont dépeintes à la fois comme lubriques, séductrices et méchantes. Ces œuvres ne sont pas seulement reproduites en masse sous forme de gravures sur bois, mais sont également destinées à des dessins à la plume pour des ecclésiastiques, comme les Vœux du Nouvel An avec trois sorcières : DER COR CAPEN EIN GVT JAR de 1514 (musée du Louvre).
L'œuvre de Baldung représentant des sorcières est réalisée dans la première moitié du XVIe siècle, avant que la chasse aux sorcières ne devienne un phénomène culturel répandu en Europe. D'un certain point de vue, le travail de Baldung ne reflète pas des croyances culturelles répandues au moment de sa création, mais en grande partie des choix individuels. D'un autre côté, Baldung s'est peut-être inspiré de l'humanisme du début du XVIe siècle. À travers sa famille, il est plus proche des principaux intellectuels humanistes de l'époque que n'importe lequel de ses contemporains et participe à cette culture, produisant non seulement de nombreuses œuvres représentant des humanistes strasbourgeois et des scènes de l'art et de la littérature antiques, mais aussi des œuvres montrant leur attitude, tirées en grande partie de la poésie classique et de la satire envers les sorcières. Par exemple, on pense que Baldung fait allusion à la notion exprimée dans la littérature latine et grecque selon laquelle les sorcières pourraient contrôler le temps dans sa peinture à l'huile de 1523 Deux Sorcières, qui présente deux sorcières attrayantes et nues devant un ciel orageux. Comme l'a commenté Gert von der Osten :  « Baldung [traite] ses sorcières avec humour, une attitude qui reflète le point de vue dominant des humanistes de Strasbourg à cette époque qui considéraient la sorcellerie comme lustig (drôle), une question qui était plus amusante que sérieuse ».
Il s'avère également  difficile de faire la distinction entre le ton satirique que certains critiques observent dans l'œuvre de Baldung et une intention diffamatoire plus sérieuse, tout comme c'est le cas pour de nombreux autres artistes, y compris son contemporain Jérôme Bosch. Baldung pourrait également s'appuyer sur une littérature naissante sur la sorcellerie, ainsi que sur le développement de stratégies juridiques et médico-légales pour la chasse aux sorcières. Alors que Baldung n'a jamais travaillé directement avec des dirigeants de la Réforme pour diffuser des idéaux religieux à travers ses œuvres d'art, même s'il vit à Strasbourg, une ville de ferveur religieuse, il est un partisan du mouvement, travaillant sur le maître-autel de la ville de Münster, en Allemagne.
Baldung incorpore également régulièrement des scènes de sorcières volantes dans ses œuvres, une caractéristique qui a été contestée des siècles avant que son œuvre ne soit créée : le vol est intrinsèquement attribué aux sorcières par ceux qui croient au mythe du vol du sabbat ; sans leur capacité à voler, le mythe s'est fragmenté. Baldung le décrit dans des œuvres telles que Sorcières se préparant pour le vol du sabbat (1514).

### Beauté et érotisme
Un de ses sujets de prédilection est la beauté et l'érotisme des personnes nues, en particulier des femmes. Dans de nombreuses variantes, Baldung crée un culte de la beauté pour lequel il n'y a pratiquement pas de prédécesseurs en Allemagne. La femme est représentée en Eve, en déesse antique, en sorcière ou en séductrice. Souvent, cependant, ces incarnations de la vie florissante contrastent avec le memento mori, la menace d'une mort inévitable sous la forme d'horribles squelettes. L'aspect de l'érotisme se reflète également dans l'examen des textes érotiques anciens. La peinture de Baldung La Mort et la Jeune fille de 1517 est considérée comme la première représentation picturale des poils pubiens dans l'Europe moderne.

### Chevaux
Les représentations de chevaux de Baldung laissent derrière eux les motifs sacrés. Une étude à la perspective exigeante avec un cheval et un palefrenier, réalisée vers 1544, Le Palefrenier ensorcelé, en est un exemple. Le corps raccourci de l'homme en armure est étendu sur le sol devant une écurie. L'espace pictural ascendant est construit comme une scène. Sur le seuil de la pièce voisine se dresse une jument qui semble avoir foudroyé l'homme et le regarde avec malice. Un cheval hurlant apparaît sur le chef-d'œuvre de Pablo Picasso Guernica, que Picasso a repris de Hans Baldung, tout comme la vieille torche de sorcière en haut à droite de l'image. Dans une série de gravures sur bois avec des chevaux sauvages de 1534, Groupe de sept chevaux, des étalons excités se battant pour une jument se mordent au cou et s'attaquent. À la Renaissance, les chevaux symbolisent aussi l'impulsivité des personnes.

## Peinture

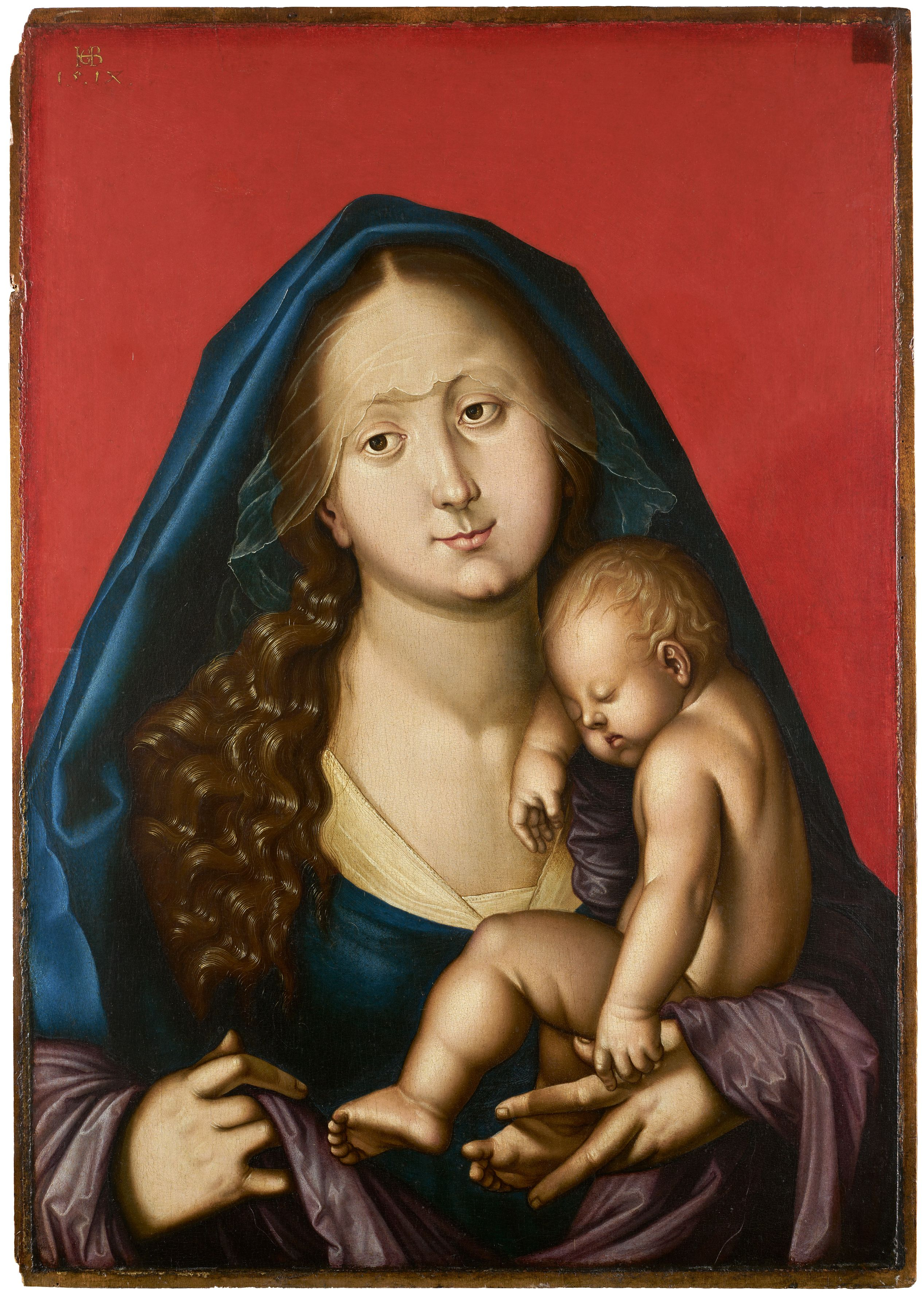
Vierge à l'Enfant, vers 1540, musée des Augustins de Fribourg-en-Brisgau.

Les premières peintures qui lui sont attribuées sont des retables avec le monogramme HB entrelacé, et la date de 1496, dans la chapelle du monastère de Lichtenthal près de Baden-Baden. Le Martyre de Saint-Sébastien et l'Épiphanie (aujourd'hui à Berlin, 1507) a été peint pour l'église du marché de Halle en Saxe.
Vers 1520, Hans Baldung crée de nombreux retables. Après cela, les grandes commandes d'église diminuent, il  travaille donc de plus en plus pour des amateurs d'art privés, ce qui affecte le sujet de ses images. Il est vrai que des thèmes religieux apparaissent encore dans son œuvre post-Réforme, principalement sous la forme de Vierges à l'Enfant et d'images de dévotion ; mais de nouveaux thèmes s'y ajoutent également, notamment la beauté et la mort, les sorcières, les chevaux, les peintures historiques et de genre et les portraits. Dans ses œuvres de la période tardive, il devient particulièrement clair que Hans Baldung donne aux motifs picturaux jusque-là habituels de nouveaux accents thématiques et recherche une expression artistique plus forte
Baldung est bien connu en tant que portraitiste, notamment pour la caractérisation pointue de ses sujets. Dans la lignée de son modèle Albrecht Dürer, Hans Baldung commence très tôt à peindre des portraits, bien que dans son style très sûr de lui. Sa première œuvre est un autoportrait qu'il réalise probablement devant un miroir au début de son apprentissage à Nuremberg (vers 1503) à la plume et au pinceau. Dans la période strasbourgeoise, à partir de 1518, il reçoit ses commandes principalement des familles nobles, de la bourgeoisie strasbourgeoise instruite et des soi-disant « Vieux-croyants » et réformés. Ses œuvres comprennent des images historiques et des portraits, tels que ceux de  Maximilien Ier et Charles Quint. Plus tard, il a des séances de pose avec le margrave Christophe de Bade, Ottilia sa femme et tous leurs enfants ;  le tableau avec ces portraits est toujours dans la Staatliche Kunsthalle Karlsruhe.
Alors que Dürer détaille rigoureusement ses modèles, le style de Baldung diffère en se concentrant davantage sur la personnalité du personnage représenté, une conception abstraite de l'état d'esprit du modèle.

## Gravure

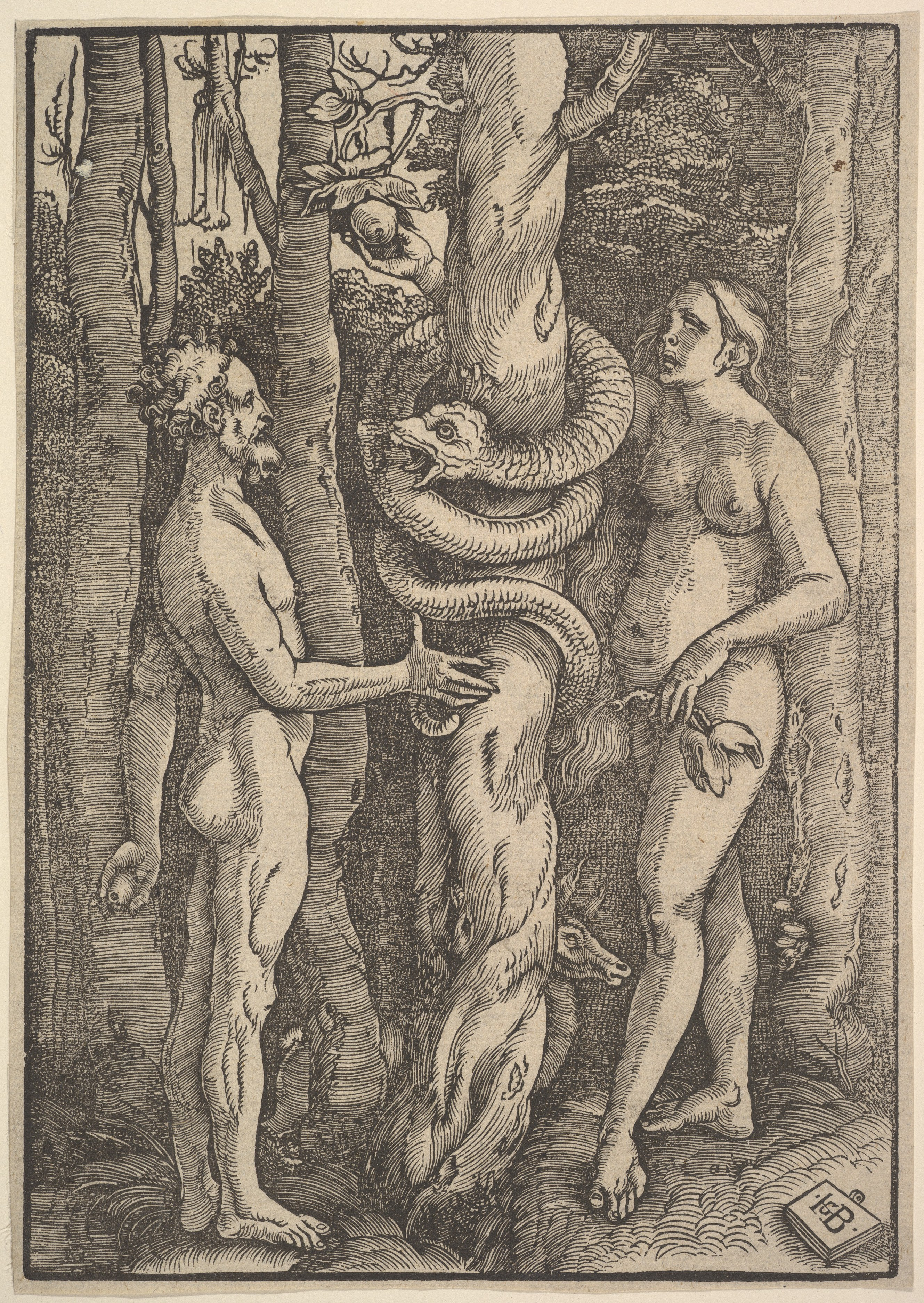
Adam et Eve, gravure sur bois, 1514, MET.

Ses estampes sont plus importantes que ses peintures. Les estampes de Baldung, bien que proches de Dürer, sont très individuelles dans le style et souvent dans le sujet, montrant peu d'influence italienne directe. Il travaille principalement la xylographie, bien qu'il ait réalisé six gravures sur cuivre, dont une très fine. Il rejoint la mode des gravures sur bois en clair-obscur. La plupart de ses centaines de gravures sur bois ont été commandées pour des livres, comme c'est la coutume à l'époque ; ses gravures sur bois « à une seule feuille » (c'est-à-dire des gravures non destinées à l'illustration de livres) sont inférieures à 100, bien qu'il n'y ait pas deux catalogues qui s'accordent sur le nombre exact.

## Dessin
Le carnet de croquis de Karlsruhe avec plus de 100 dessins à la pointe d'argent de la période entre 1511 et 1545 mérite une mention spéciale.
L'une de ses premières œuvres est un portrait de l'empereur Maximilien, dessiné en 1501 sur une feuille d'un carnet de croquis maintenant dans la salle des estampes à Karlsruhe.

## Style
Non conventionnel en tant que dessinateur, son traitement de la forme humaine est souvent exagéré et excentrique (d'où son lien, dans la littérature de l'histoire de l'art, avec le maniérisme européen), tandis que son style ornemental - abondant, éclectique et s’apparentant à la famille « allemande » de sculpteurs contemporains sur bois de tilleul - est tout aussi distinctif. Bien que Baldung ait été communément appelé le Corrège du nord, ses compositions sont un curieux mélange de couleurs éclatantes et hétérogènes, où le noir pur contraste avec le jaune pâle, le gris sale, le rouge impur et le vert éclatant. La chair n'est qu'une glaçure sous laquelle les traits sont indiqués par des lignes.
Ses œuvres se distinguent par leur éloignement du calme Renaissance de son modèle, Dürer, par la force sauvage et fantastique que certaines d'entre elles affichent et par leurs thèmes étonnants. Dans le domaine de la peinture, son Ève, le serpent et la mort (Musée des beaux-arts du Canada) montre ses forces. Il y a une force particulière dans le panneau La jeune fille et la Mort de 1517 (Bâle), dans les Deux Sorcières (Francfort), dans les panneaux monumentaux d'Adam et Eve (Madrid) et dans ses nombreux portraits puissants. Le Couronnement de la Vierge et les Douze Apôtres, l' Annonciation, la Visitation, la Nativité et la Fuite en Égypte, et la Crucifixion, avec des portraits de donateurs, du retable de Fribourg, sont exécutés avec une partie de cette puissance fantaisiste que Martin Schongauer a légué à l'école souabe.

## Signatures et monogrammes
Hans Baldung signait ses œuvres avec le simple monogramme HB (Hans Baldung) dans les premières années de son activité indépendante, et à partir de 1510 avec le monogramme en ligature HBG (Hans Baldung Grien). La signature est souvent intégrée quelque part dans l'image, parfois sur une petite plaque et avec la date. On a l'impression qu'il n'a pas seulement utilisé son monogramme comme marque, mais aussi comme publicité, par exemple lorsqu'il insère sa propre scène au milieu de l'image, comme dans le cas du petit garçon avec le monogramme dans la Crucifixion de Fribourg (1516) ou le singe au monogramme dans la première gravure sur bois de la série des Chevaux sauvages (1534). Sur le maître-autel de Fribourg, Hans Baldung utilise même une légende comprenant la signature cryptographique au nom du Münsterschaffners Nikolaus Scheffer sur la prédelle arrière avec les préposés de la cathédrale pour faire référence à son œuvre : « Johannes (Baldung) hat dieses Werk geschaffen – im Jahr des Heils 1516 » (« Johannes (Baldung) a créé cette œuvre - dans l'année du salut 1516 ») ;  le texte sur le panneau d'inscription dans l'écoinçon droit de la prédelle est encore plus clair, où il est écrit :  « Hans Baldung genannt Grien, der Gmünder, schuf dies mit Hilfe Gottes und aus eigener Befähigung » (« Hans Baldung appelé Grien, le Gmünder, a créé cela avec l'aide de Dieu et de sa propre capacité »).

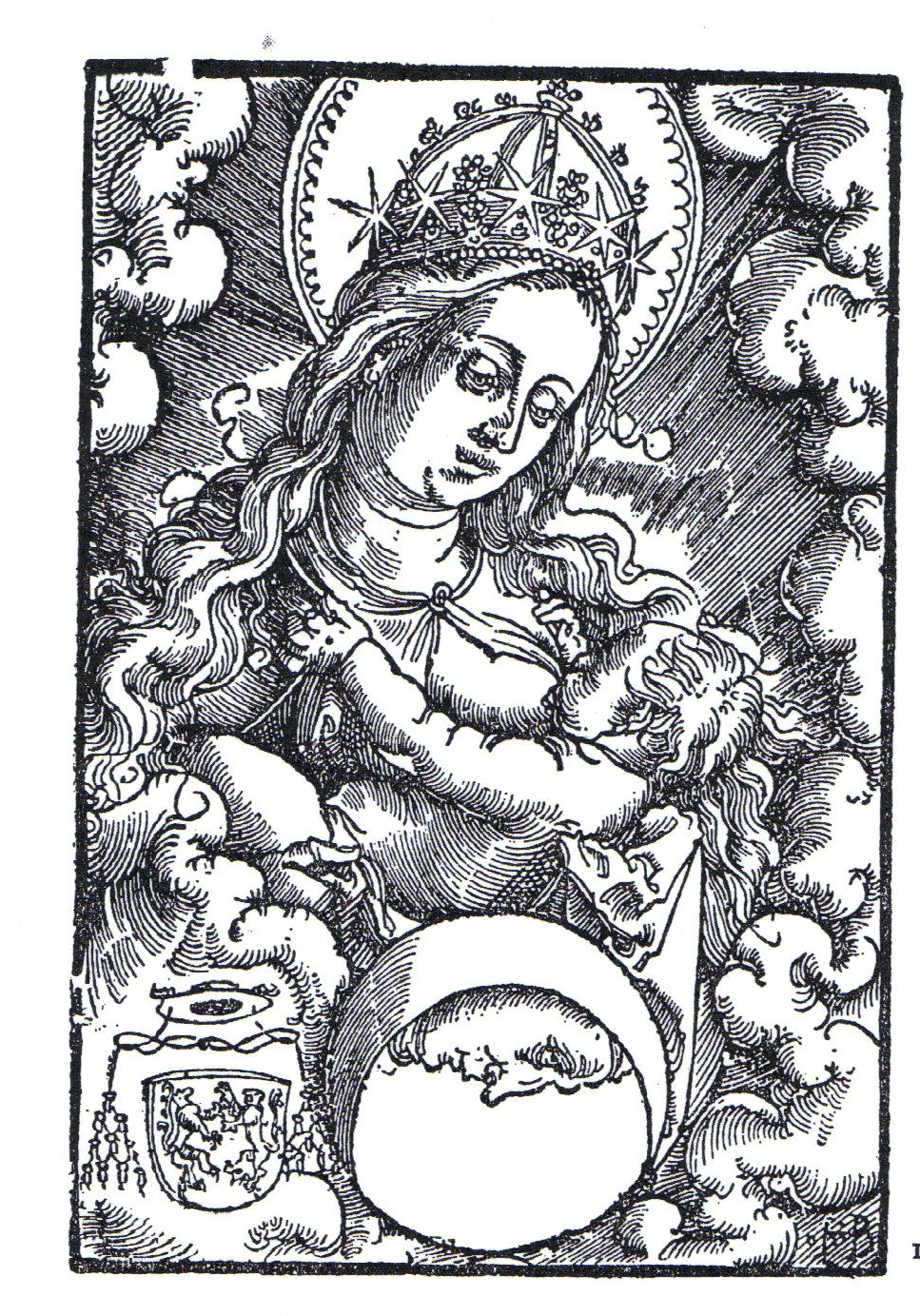
Initiales simples HB en bas à droite, Madonna lactans, 1514
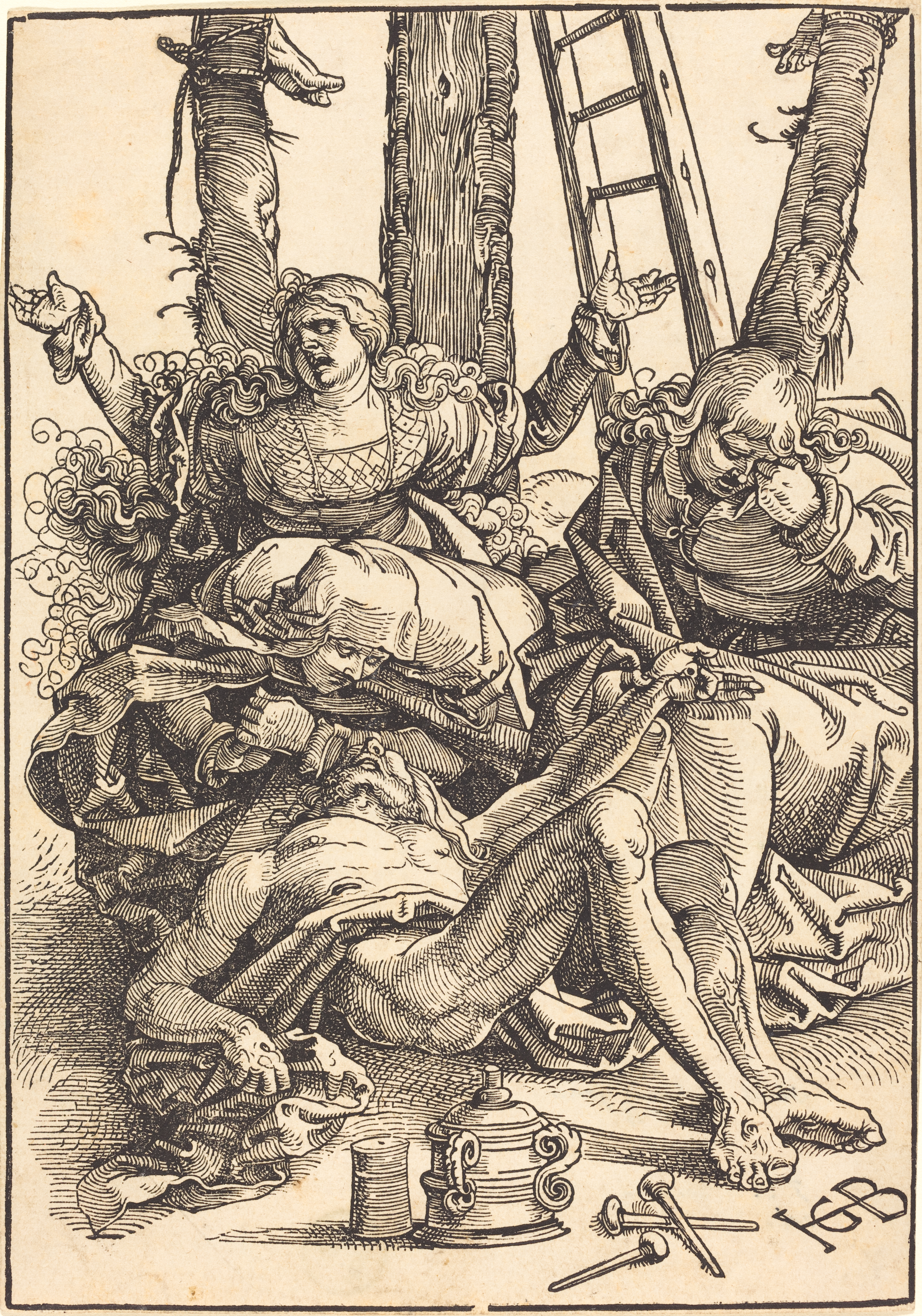
Initiales HBG au bord de l'image, Lamentations, 1514
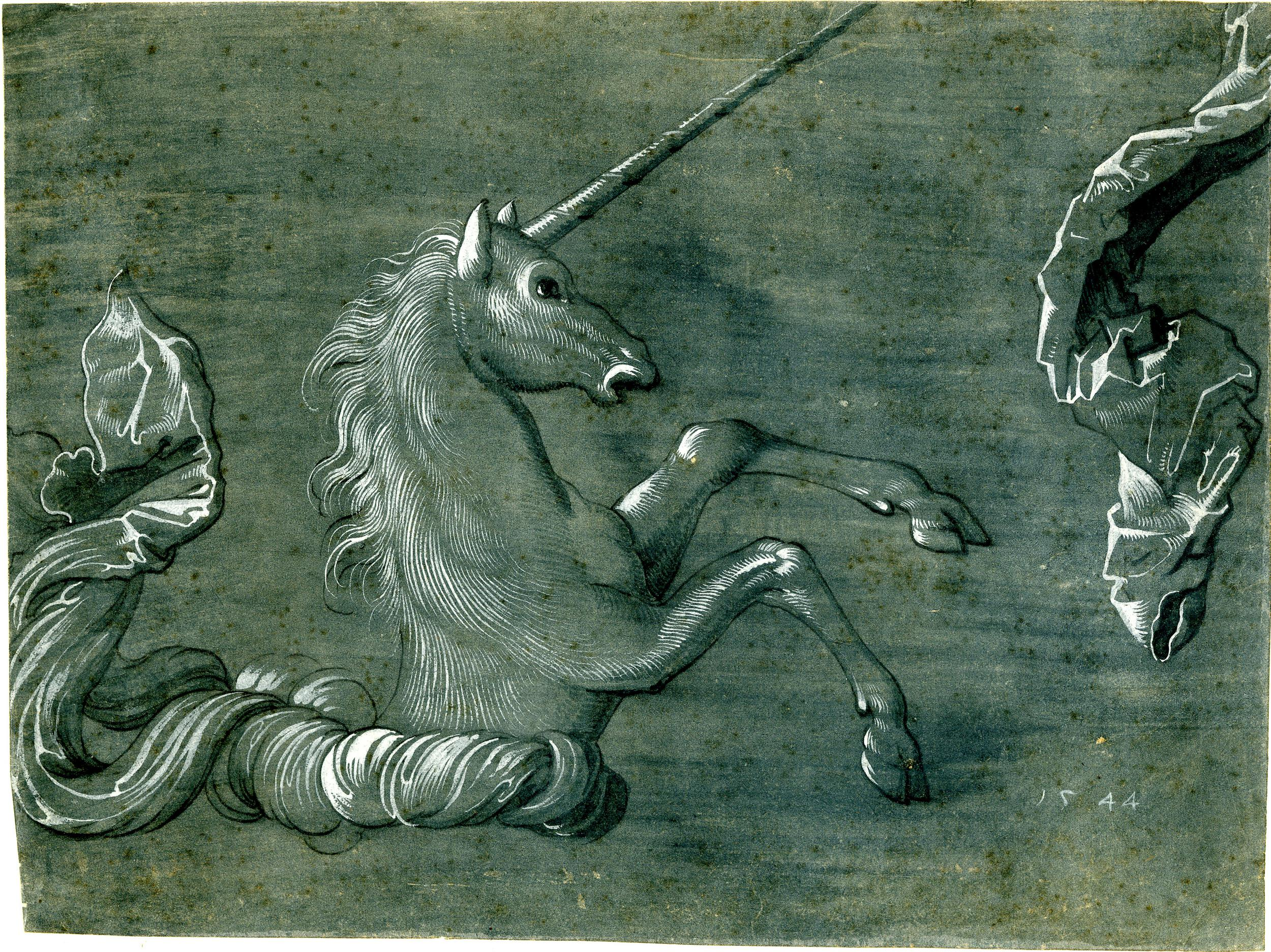
La date seule « 1544 », Etude Einhorn, 1544
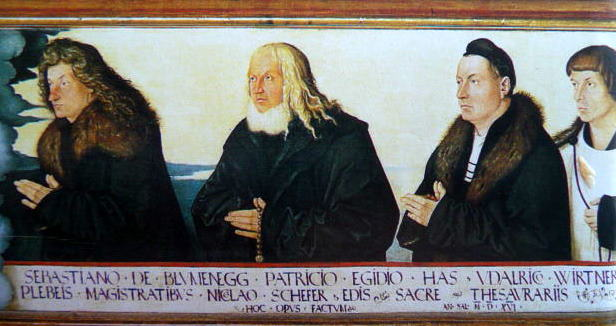
Inscription parmi les Münsterpflegernde la cathédrale sur la prédelle au dos, Cathédrale de Fribourg, 1516

## Œuvres (sélection)

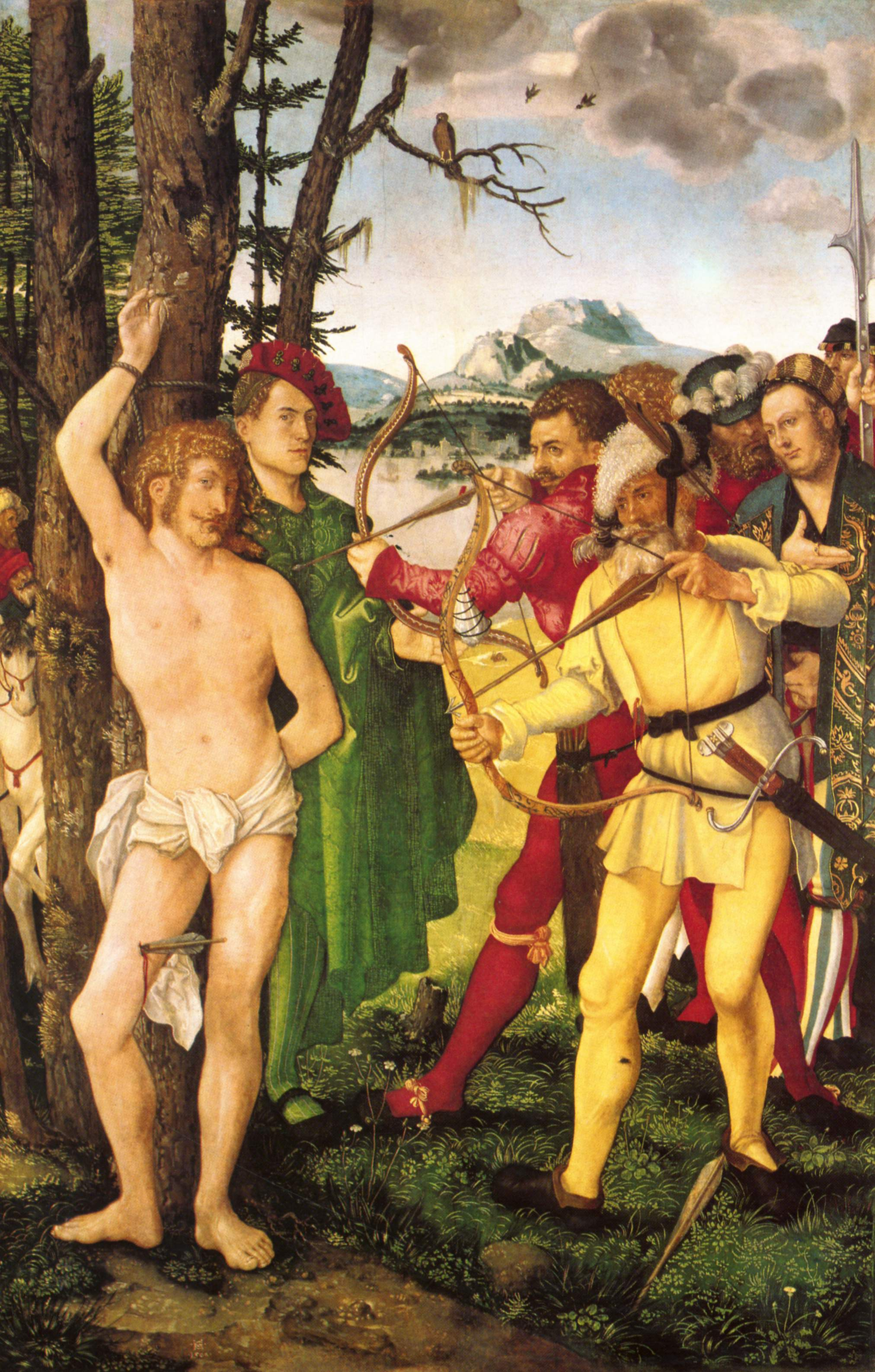
Triptyque de saint Sébastien, panneau central.

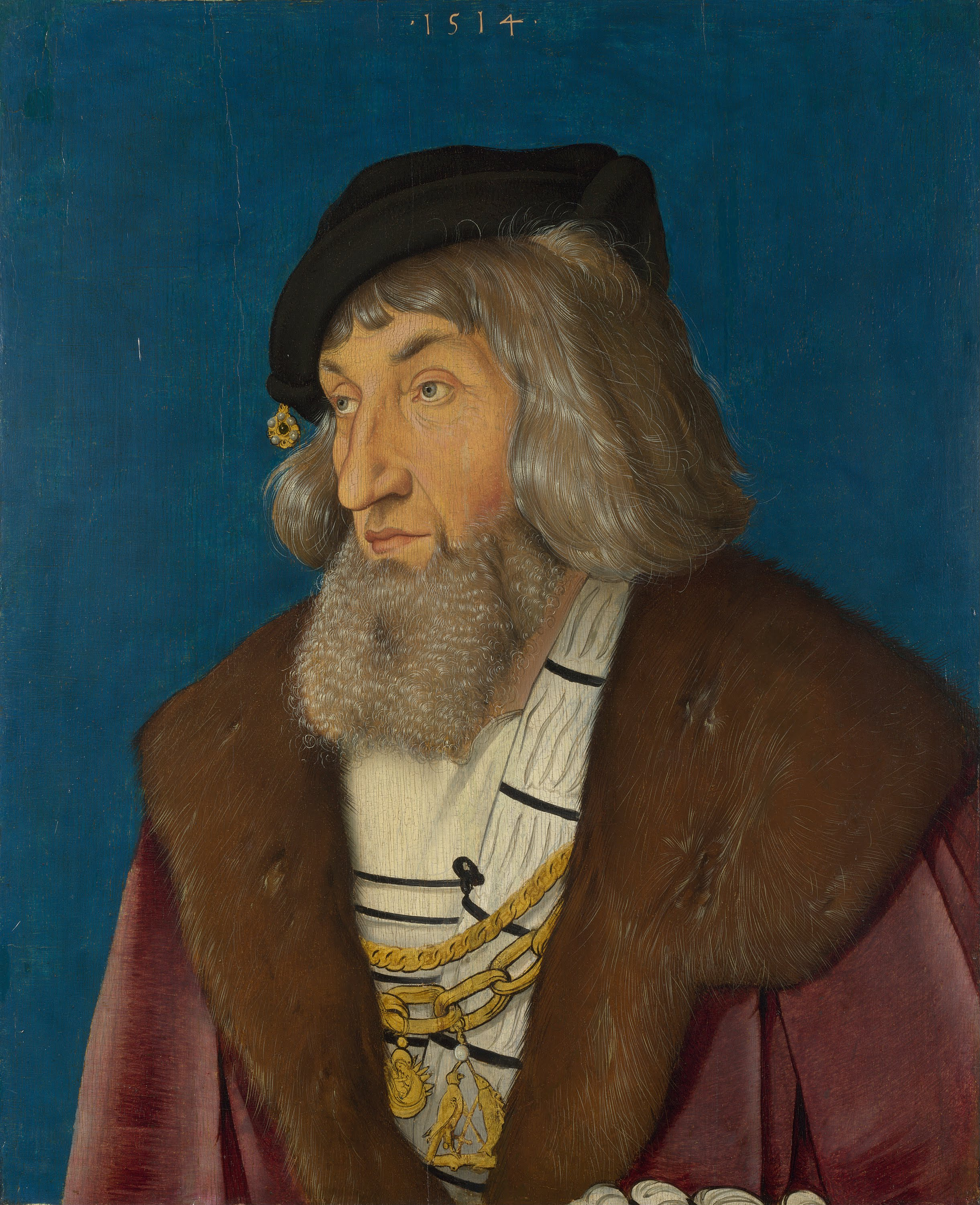
Portrait d'un homme.

- Le Chevalier, la Jeune Fille et la Mort, v. 1505, bois, 35 × 29 cm, musée du Louvre, Paris[34]
- Triptyque de Saint Sébastien, 1507, Germanisches Nationalmuseum, Nuremberg[35]
- Adoration des Mages, 1507, Berlin[36]
- Les Âges de la vie, 1510, 48 × 33 cm, Kunsthirorisches Museum, Vienne[19]
- Ève, le serpent et la Mort (v. 1510-1515), Musée des beaux-arts du Canada, Ottawa
- Saint Jean sur l'île de Patmos, vers 1511, huile sur bois, 87,5 × 75,6 cm, Metropolitan Museum of Art, New York
- Portrait d'homme, 1514, National Gallery, Londres
- Adam et Ève chassés du Paradis, 1514, gravure sur bois, 22,3 x 15,5 cm[37]
- Saint Sébastien lié à un arbre, 1514, gravure sur bois, 31,7 x 23,9 cm[38]
- Le Repos pendant la fuite en Égypte, v. 1512, tilleul, 48 × 37 cm, Académie des Beaux-Arts, Vienne[39]
- Retable du Couronnement de la Vierge, 1516, cathédrale Notre-Dame, Fribourg[40]
- La jeune fille et la Mort, 1517, Kunstmuseum, Bâle[41]
- Adam et Ève, 1520, copie de Dürer, huile sur panneau, 212 × 85 cm, musée des Offices, Florence[42]
- Deux Sorcières, 1523, Städel, Francfort[43]
- Adam et Ève, 1524, musée des Beaux-Arts, Budapest[44]
- Prudence ou Vanitas, femme avec un miroir et un serpent, 1529, huile sur panneau en pin, 83 × 36 cm, Alte Pinakothek, Munich[45]
- Portrait de femme, dit Portrait de la princesse Baden-Durlach, v. 1530, huile sur panneau, 69 × 52 cm, musée Thyssen-Bornemisza, Madrid[46]
- Pyrame et Thisbé, v. 1530, Gemäldegalerie, Berlin[47]
- Cupidon avec la flèche enflammée, v. 1530, bois, 45,1 × 53,7 cm, musée des Augustins de Fribourg-en-Brisgau[48]
- Mucius Scævola devant Porsenna, 1531, huile sur panneau, 98 × 68 cm, Gemäldegalerie Alte Meister de Dresde
- Groupe de sept chevaux, v. 1534, gravure sur bois, 33,5 x 22,7 cm[37]
- Le Palefrenier ensorcelé, v. 1534, gravure sur bois, 34,7 x 20,3 cm[49]
- Noli me tangere, 1539, Musée régional de la Hesse Darmstadt[50]
- Vierge à la treille, vers 1541, couleur sur bois, 59 × 44 cm, musée de l'Œuvre Notre-Dame, Strasbourg[51]
- Harmonie ou Les Trois Grâces, 1541-44, huile sur bois, 151 × 61 cm, musée du Prado, Madrid[52]
- Les Trois Âges et la Mort, 1541-1544, huile, 151 × 61 cm, musée du Prado, Madrid[53]
- Les Sept Âges de la femme, 1544, huile sur bois, 97,4 × 74 cm, Musée des Beaux-Arts de Leipzig.
- La Jeune Fille et la Mort, Vienne
- La Mort donnant un baiser à une femme devant une tombe ouverte, Bâle
- Adalbert de Bärenfels, seigneur de Arisdorf (canton de Bâle) , peint en 1526, Kunstmuseum de Bâle

- Beaux-Arts de Paris : 

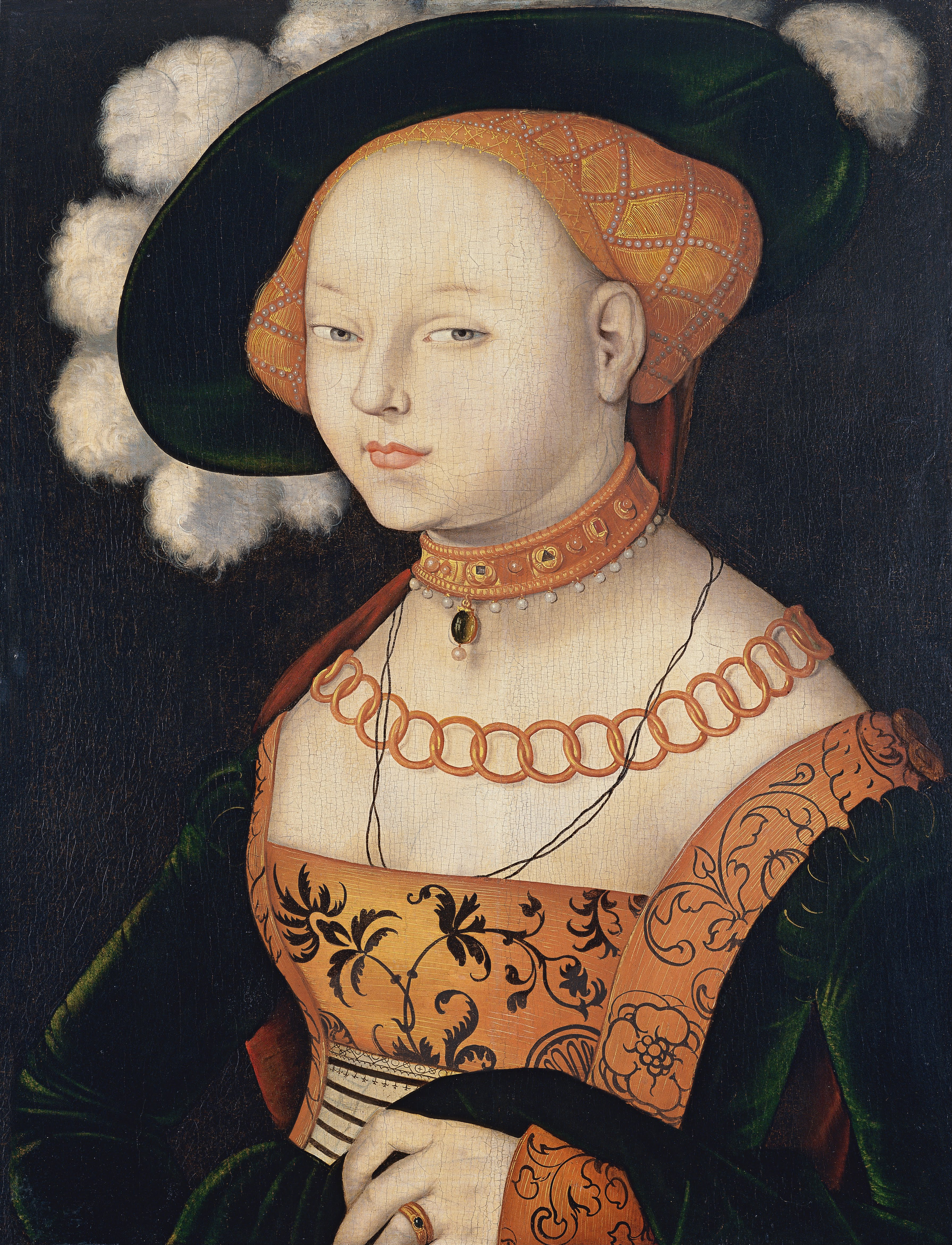
Portrait de femme, dit Portrait de la princesse Baden-Durlach, v. 1530, huile sur panneau,, musée Thyssen-Bornemisza, Madrid.

  - Tête de vieillard barbu, pierre noire et estompe sur papier beige, quelques traits de plume, encre brune, H. 0,259 ; L. 0,199 m[54]. L'artiste dessine de nombreuses têtes d'hommes âgés de ce type pendant sa période fribourgeoise et les premières années de son retour à Strasbourg. Elles sont datées entre 1508 et 1519. La tête des Beaux-Arts peut être rapprochée du Saturne de l'Albertina à Vienne[55].
  - Hercule et Omphale, pierre noire, encres brune et noire, lavis brun et d'encre de Chine sur papier beige contrecollé, H. 0,277 ; L. 0,400 m[56]. Monogrammé et daté de 1533, ce dessin compte parmi les rares témoins tardifs de son corpus dessiné. On n'en connaît aucune transposition gravée ou peinte. La dimension sculpturale d'Hercule nu tient sa source dans le Torse du Belvédère (Rome, Musée Pio-Clementino)[57].